# Орландо ди Ласо
Орландо ди Ласо(1532 – 1594) (Orlande de Lassus, Orlandus Lassus, Orlando di Lasso, Roland de Lassus, Roland Delattre) е франко-фламандски композитор от епохата на Ренесанса. Получава солидно музикално образование и съвсем млад заминава за Италия. По-късно работи в Холандия, Германия и в Римската църква „Сан Джовани ин Латерано“ където по-късно започва работа Джовани Палестрина.
Автор е на повече от 2000 произведения от които над 1200 мотета. Той твори във всички жанрове на съвременната му светска и духовна музика. Творчеството му приживе се радва на голяма популярност, той получава редица награди от светски и духовни владетели. Светските си творби пише предимно на италиански, а религиозните – на латински.
В България се изпълнява предимно неговата хорова камерна музика.